# Планк, Беттина
Беттина Планк (нем. Bettina Plank; род. 24 февраля 1992) — австрийская каратистка. В 2019 году завоевала золотую медаль в женском кумите до 50 кг на Европейских играх 2019, проходивших в Минске, Белоруссия. В 2015 году завоевала серебряную медаль в женском кумите до 50 кг на Европейских играх 2015 в Баку, Азербайджан. В финале проиграла Серап Озджелык из Турции. Также несколько раз выигрывала медали на чемпионатах Европы по каратэ. Бронзовый призёр Олимпийских игр 2020 в Токио

## Спортивная карьера
В 2015 году завоевала золотую медаль в соревнованиях по кумите среди женщин в весовой категории до 50 кг на чемпионате Европы по каратэ 2015, проходившем в Стамбуле, Турция.
В 2017 году участвовала в соревнованиях по кумите среди женщин в весовой категории до 50 кг на Всемирных играх 2017, проходивших во Вроцлаве, Польша, не завоевав ни одной медали. Планк выиграла один матч и проиграла два матча в отборочном раунде, не войдя в полуфинал.

## Спортивные достижения
| Год  | Соревнование     | Место проведения     | Место | Мероприятие      |
| ---- | ---------------- | -------------------- | ----- | ---------------- |
| 2011 | Чемпионат Европы | Цюрих, Швейцария     | 3     | Кумите до 50 кг  |
| 2015 | Европейские игры | Баку, Азербайджан    | 2     | Кумите до 50 кг  |
| 2016 | Чемпионат мира   | Линц, Австрия        | 3     | Кумите до 50 кг  |
| 2017 | Чемпионат Европы | Измит, Турция        | 3     | Кумите до 50 кг  |
| 2018 | Чемпионат мира   | Мадрид, Испания      | 3     | Кумите до 50 кг  |
| 2019 | Европейские игры | Минск, Белоруссия    | 1     | Кумите до 50 кг  |
| 2015 | Чемпионат Европы | Стамбул, Турция      | 1     | Кумите до 50 кг  |
| 2014 | Чемпионат Европы | Тампере, Финляндия   | 2     | Кумите до 50 кг  |
| 2018 | Чемпионат Европы | Нови-Сад, Сербия     | 2     | Кумите до 50 кг  |
| 2019 | Чемпионат Европы | Гвадалахара, Мексика | 2     | Кумите до 50 кг  |
| 2015 | Чемпионат Европы | Стамбул, Турция      | 3     | Групповое кумите |